# Gradbena brigada
Gradbena brigada, je bila slovenska partizanska enota med drugo svetovno vojno.
Brigado je ustanovil štab 7. korpusa 20. aprila 1945 v Črnomlju iz štirih delavnih bataljonov. Ti so bili dotlej v sestavi Narodnoosvobodilne vojne gradnje in so od poletja 1944 do pomladi 1945 popravljali razne ceste, zgradili 42 mostov v skupni dolžini 980 m in 4 zasilna letališča. Med mostovi je bil najbolj pomemben most prek Kolpe v dolžini 135 m in z nosilnostjo 20 t, ki so zgradili med 10. in 17. aprilom 1945. Ko so ga poškodovale 
ustaške enote, ga je Gradbena brigada med 20. aprilom in 3. majem popravila. Zgradila je most pri preko Kolpe pri Petrini na Hrvaško stran (Brod na Kolpi) in prek Lahinje pri Primostku ter usposobila ceste Vinica - Stari trg ob Kolpi, Semič - Koprivnik - Kočevje, Colnarji - Livold in odsek Mozelj -  Brezovica pri Predgradu. Štab 7. korpusa jo je 3. maja 1945 preimenoval v Inženirsko brigado.